# Sáhkku

Sáhkku är ett brädspel som spelats i Sameland. Det påminner om schack och är nära besläktat med det danska daldøs, det norska daldøsa och med det egyptiska tâb-spelet, som spelas i Nordafrika och sydvästra Asien.

## Spelplan
Sáhkku består av ett bräde, pjäser och vanligtvis tre tärningar. Pjäserna utgör två arméer som strider på brädet. En vanlig pjäsuppsättning är 15 ”män”, olbmát, 15 ”kvinnor”, gálgot och en kung, gonagas. Några bräden har två pjäser till som kallas ”kungens söner”.

## Regler
I den vanliga spelformen spelar två spelare mot varandra och börjar på varsin sida av brädet. Hur snabbt pjäserna kan avancera avgörs med tärningsslag. Tärningarna har fyra sidor, där en sida är blank och övriga sidor är märkta ”I”, ”II” och ”X”. Den kryssmärkta är mest värd. 
När en pjäs hamnar så samma ruta som en eller flera motståndarpjäser blir dessa utslagna. Spelet pågår tills den ena spelaren slagit ut sin motståndares alla pjäser. Kungen kan inte slås ut, bara erövras och är en viktig taktisk ingrediens i spelet.
Det finns också en samarbetsvariant av spelet, där spelarna samarbetar om resultatet.

## Utbredning
Sáhkku finns dokumenterat i huvudsak i de nordligaste delarna av Sameland, det vill säga i Nord-Norge, nordligaste Finland och på Kolahalvön. I Sverige är begreppet känt från Kvikkjokk och någon form av brädspel, men där kunskapen om vilket slags spel har gått förlorad.

## Historia
Dokumentationen om spelet är bristfällig, eftersom brädspelet endast förekommit bland samerna. Flera teorier finns om hur spelet hittade dit på omvägar från det nordafrikanska tâb-spelet, vilket också skulle förklara var de danska och norska ”släktingarna” kommit ifrån.
Vid 1800-talets slut hade sáhkku trängts undan av andra spel och de regler som nu tillämpas verkar vara rekonstruktioner av de ursprungliga. När det nylanserats i spelaffärerna sägs det vara från 1200-talets Ryssland.

## Djävulens spel
Brädspelet har fått epitetet ”Djävulens spel” i samband med att læstadianismen förbjöd brädspelandet bland samer.

## Bevarade spel
Sáhkku-spel finns att beskåda bland annat på Varanger Samiske Museum, Norsk Folkemuseum och Tromsø Museum i Norge och på Finlands nationalmuseum i Helsingfors.

## Etymologi
Det finns fler namn på brädspelet än sáhkku. Det har benämnts bircu  i Finland och percc’ på skoltsamiska. Alla tre namnen betyder mer eller mindre direkt tärning.